# Clara Winnicki
Clara Winnicki (Bern, 10 november 1880 - Göttingen, 6 mei 1941) was een Zwitserse apothekeres. Ze was de eerste vrouwelijke apotheker van Zwitserland.

## Biografie
Clara Winnicki was een dochter van Leopold Winnicki, een ingenieur, en van Carolina Emma Elisabeth Sulser, een lerares.
Winnicki studeerde vanaf 1900 aan de Universiteit van Bern, waar ze, naast Ida Hoff, de enige vrouwelijke studente was. Ze behaalde daar in 1907 een doctoraat. Ze was in 1905 de eerste vrouw die slaagde voor het federaal farmacie-examen, waardoor ze de eerste vrouwelijke apotheker van Zwitserland werd. Ze baatte apotheken uit in Langenthal, Biel/Bienne, Bern en Adelboden, en werkte tevens in Zürich. Ze ontwikkelde pillen tegen hoofdpijn, bloedarmoede en hoest en publiceerde boeken over professionele en vrouwenkwesties. 
In 1925 huwde Winnicki de Duitser August Herbrand en in 1933 werd ze paraoïde. In de jaren 1930 werd ze samen met haar echtgenoot uitgewezen als behoeftige vreemdelingen. Ze overleed aan longtuberculose op 6 mei 1941 en werd begraven op 9 mei 1941 op de begraafplaats van Göttingen.